# 张靓颖演唱会列表
本条目为列举中国歌手张靓颖的各种演唱会列表专页，本专页记录了张靓颖各种中、大型演唱会、大型巡回演唱会。

## 巡回演唱会

### 音樂讓我說京沪巡迴演唱會[1]
| 地點                       | 日期           | 特别来宾 |
| 中国大陆，北京，首都體育館 | 2008年12月6日  |          |
| 中国大陆，上海，上海大舞臺 | 2008年12月13日 |          |

### 我相信巡迴演唱會[2]
| 地點                                 | 日期          | 特别来宾 |
| 中国大陆，上海，上海大舞臺           | 2010年8月14日 | 大嘴巴   |
| 中国大陆，北京，萬事達中心           | 2010年8月21日 | 大嘴巴   |
| 中国大陆，天津，天津體育中心         | 2010年9月17日 | 大嘴巴   |
| 中国大陆，成都，雙流现代五项赛事中心 | 2010年10月1日 | 大嘴巴   |

### 我的模樣巡迴演唱會[3]
| 地點                                  | 日期           | 特别来宾 |
| 中国大陆，上海，梅賽德斯-奔馳文化中心 | 2011年10月29日 |          |
| 中国大陆，成都，四川省體育館          | 2011年11月11日 | 阿弟仔   |
| 中国大陆，北京，萬事達中心            | 2011年11月26日 | 阿弟仔   |
| 中国大陆，廣州，天河體育館            | 2011年12月9日  | 阿弟仔   |
| 新加坡，新加坡室內體育館              | 2012年9月15日  | 潘辰     |
| 中国大陆，深圳，深圳灣體育館          | 2012年11月9日  | 潘辰     |
| 美国，康涅狄格州，金神大赌场體育館    | 2012年11月21日 | 曹格     |
| 美国，康涅狄格州，金神大赌场體育館    | 2012年11月22日 | 曹格     |

### BANG THE WORLD巡迴演唱會[4]
| 地點                                  | 日期           | 特别来宾       |
| 中国大陆，上海，梅賽德斯-奔馳文化中心 | 2015年6月27日  | 王錚亮         |
| 中国大陆，長沙，湖南國際會展中心      | 2015年7月4日   |                |
| 中国大陆，武漢，武漢體育中心體育館    | 2015年7月11日  |                |
| 中国大陆，福州，海峽奧体中心體育館    | 2015年7月18日  | 池赫拉         |
| 中国大陆，深圳，深圳灣體育館          | 2015年7月25日  | 方大同         |
| 中国大陆，北京，萬事達中心            | 2015年8月1日   | 李易峰、王铮亮 |
| 中国大陆，成都，成都市體育中心        | 2015年10月10日 | John Legend    |

### 珍相巡迴演唱會[5]
| 地點                                  | 日期           | 特别来宾 |
| 中国大陆，北京，凱迪拉克中心          | 2018年5月5日   |          |
| 中国大陆，深圳，华润深圳灣體育館      | 2018年5月19日  |          |
| 中国大陆，上海，梅賽德斯-奔馳文化中心 | 2018年5月26日  | 張杰     |
| 中国大陆，成都，五粮液成都演艺中心    | 2018年7月7日   |          |
| 美国，康涅狄格州，金神大赌场體育館    | 2018年9月22日  |          |
| 美国，拉斯维加斯，Park Theater        | 2018年9月29日  |          |
| 中国大陆，南京，南京奥体中心体育馆    | 2018年10月20日 | 许魏洲   |
| ，悉尼，悉尼国际会议中心              | 2018年10月27日 |          |
| 澳門，金光综艺馆                      | 2018年11月10日 |          |

### 光巡迴演唱會[6]
| 地點                                                            | 日期           | 特别来宾 |
| 中国大陆，成都，东安湖体育公园多功能体育馆                      | 2023年10月14日 |          |
| 中国大陆，广州，宝能广州国际体育演艺中心                        | 2023年10月21日 |          |
| 中国大陆，南京，南京奥体中心体育馆                              | 2023年11月4日  |          |
| 中国大陆，北京，国家体育馆                                      | 2023年11月11日 |          |
| 中国大陆，南昌，南昌国际体育中心体育馆                          | 2023年12月16日 |          |
| 中国大陆，長沙，湖南國際會展中心·芒果館                         | 2023年12月23日 | 容祖兒   |
| 中国大陆，無錫，無錫體育中心體育館                              | 2024年1月6日   | 張杰     |
| 中国大陆，濟南，济南奥林匹克体育中心体育馆                      | 2024年1月13日  | 許嵩     |
| 中国大陆，深圳，深圳灣體育中心體育館                            | 2024年3月9日   | 王铮亮   |
| 中国大陆，重庆，華熙LIVE·魚洞文體中心                           | 2024年3月16日  |          |
| 中国大陆，武汉，武汉光谷国际网球中心                            | 2024年4月13日  |          |
| 中国大陆，福州，福州海峡奥林匹克体育中心综合馆                  | 2024年4月20日  |          |
| 中国大陆，上海，梅賽德斯-奔馳文化中心                           | 2024年5月4日   |          |
| 中国大陆，杭州，杭州奧體中心體育館                              | 2024年6月22日  | 王力宏   |
| 澳門，伦敦人综艺馆                                              | 2024年7月20日  |          |
| 中国大陆，天津，天津奧林匹克中心體育館                          | 2024年8月31日  |          |
| 新西兰，奥克兰，Trusts体育馆                                    | 2024年9月20日  |          |
| ，悉尼，星億賭場 Event Centre                                   | 2024年9月22日  |          |
| 中国大陆，蘇州， 蘇州奧林匹克體育中心體育館                     | 2024年10月19日 |          |
| 中国大陆，紹興，紹興市奧體中心體育館                            | 2024年11月16日 |          |
| 中国大陆，佛山，佛山國際體育文化演藝中心                        | 2024年11月23日 |          |
| 美国，安卡斯维尔，康涅狄格州，康州金神体育馆                    | 2024年11月27日 |          |
| 加拿大，尼亞加拉瀑布城，安大略省，OLG Stage at Fallsview Casino | 2024年11月30日 |          |
| 中国大陆，成都，成都凤凰山体育公园综合体育馆                    | 2024年12月14日 | 薛之谦   |
| 新加坡，濱海灣金沙，金沙會議展覽中心                            | 2024年12月21日 | 李伟菘   |

### 追巡迴演唱會
| 地點                                       | 日期          | 特别来宾 |
| 中国大陆，深圳，深圳大运中心体育馆         | 2025年7月5日  |          |
| 中国大陆，宁波，宁波奥体中心体育馆         | 2025年8月16日 |          |
| 中国大陆，合肥，合肥少荃体育中心体育馆     | 2025年8月30日 |          |
| 中国大陆，苏州，苏州奥林匹克体育中心体育馆 | 2025年9月6日  |          |

## 单独演唱会

### 張靚穎北美演唱會
| 地點                             | 日期          | 特别来宾                      |
| 美国，帕萨迪纳，帕萨迪纳会议中心 | 2007年3月31日 | 加文·克里斯托夫、謝娜、李慧珍 |

### 音乐让我说Update张靓颖演唱会[8]
| 地點                           | 日期          | 特别来宾 |
| 中国大陆，北京，北京展覽館劇場 | 2007年7月28日 | 李偉菘   |

### 我們說好的成都演唱會
| 地點                         | 日期           | 特别来宾                |
| 中国大陆，成都，四川省體育館 | 2007年12月18日 | 加文·克里斯托夫、張亞東 |

### I Love This City感動成都演唱會[2]
| 地點                              | 日期          | 特别来宾 |
| 中国大陆，成都，保利198鬱金香公園 | 2009年10月6日 |          |

### 廣州愛的演唱會
| 地點                     | 日期          | 特别来宾 |
| 中国大陆廣州，海心沙廣場 | 2011年3月29日 |          |

### 音粵有你，愛更閃靚廣州演唱會
| 地點                       | 日期          | 特别来宾       |
| 中国大陆，廣州，天河體育館 | 2017年5月19日 | 王錚亮、許馨文 |

## 小型音樂會

### 首張專輯《THE ONE》首唱會[8]
| 地點                     | 日期           | 特别来宾 |
| 中国大陆，北京，保利劇院 | 2006年10月18日 |          |

### 張靚穎日本音樂鑒賞會[9]
| 地點                               | 日期          | 特别来宾 |
| 日本，東京，澀谷DUO MUSIC EXCHANGE | 2009年3月29日 |          |

### 我相信音樂會
| 地點                               | 日期          | 特别来宾 |
| 臺灣，台北，河岸留言西門紅樓展演館 | 2010年4月9日  | 大嘴巴   |
| 新加坡，Shanghai Dolly Clarke Quay | 2010年9月25日 |          |

### 張靚穎SECRET LIVE小型演唱會
| 地點                               | 日期          | 特别来宾 |
| 中国大陆，成都，蘭桂坊             | 2013年11月8日 | 劉美麟   |
| 中国大陆，廣州，廣州大劇院實驗劇場 | 2014年3月7日  | 潘辰     |

### 張靚穎和她的朋友们音乐会
| 地點                           | 日期           | 特别来宾                               |
| 中国大陆，成都，世外桃源大剧院 | 2015年10月11日 | John Legend、谭盾、Chris Botti、王铮亮 |

### 過去進行時澳門音乐会
| 地點                 | 日期          | 特别来宾 |
| 澳門，永利澳門宴會廳 | 2019年4月27日 |          |